# 十二子直棋

十二子直棋棋盤

十二子直棋，是直棋的一大類，棋盤為三同心的正方形，直斜線交叉，每方棋子數為十二，吃子方式是像方棋採用成型吃子，規則、棋名隨各地略有不同，有些吃法增加挑吃、夾吃、跳吃、頂吃等。在古代也可名為牽道、圍直、八道行城，最後名者在日本有類似名，但棋盤與玩法皆不同的八道行成。

## 歷史
在漢譯佛經的註解就有記載，如《梵網戒本疏日珠鈔》：「牽道者，時云圍直，二人相對，各十二子，直三則殺故名牽道。」、「八道行城，有本無牽道二字，故知此即一種戲也。《涅槃經》云：『八道行城，一切戲笑，悉不應觀。』榮鈔云：『八盡爲道，以棊子行之，似行城法。』熈鈔云：『若依《瑞應經》云，二月八日，是四天王捧太子馬足，瑜城出家，因此有行城之法，爲追太子馬迹表戀聖之情，復有濫設斯法，與此恐別已。』」、「八道行城者，如六甲之類，局中有八道，更互行子而爭三成。若得三成者，則對家一子先盡者爲輸。」，如《天臺菩薩戒疏》： 「時云圍直二人相對，各十二子，直三則敗，故名牽道八道行成者，八道交絡行當如城。」
謝肇淛《五雜俎》：「有馬城，不論縱橫，三子聯則為城，城成則飛食人一子。其它或夾或挑，就近則食之，不能飛食也。」 記載明朝的有種叫「馬城」的直棋，有挑吃、夾吃等吃法。
術語各地不同，像是棋形的術語，湘西有「開九字」、「開十字」、「聯二聯三」；九龍坡區有「推連三」、「洼角三」、「掛角三」、「十字三」；杏滨街道有「九頭直」、「十字直」、「輪盤直」。陽江以「拉鋸三」形容反覆吃子；酉阳對於戰術有「填」、「栏」、「隔」、「塞」、「摆一看二打三」、「举棋不打三、全盘都输光。杀棋不杀中，输得捞捞空。」

## 棋具
- 棋盤為三同心的正方形，各方形中點以直線相連，各角以斜線相連。

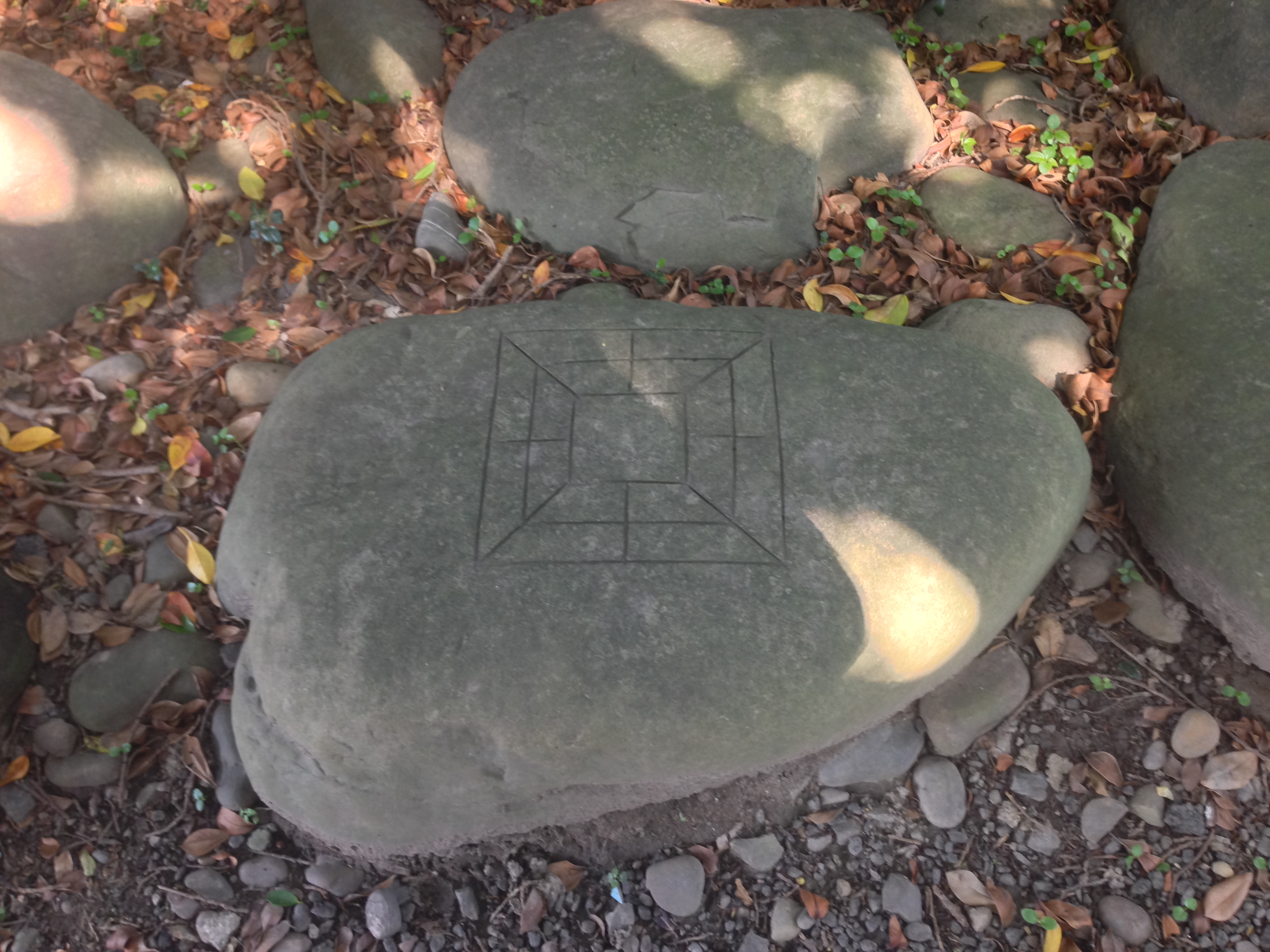
十三甲伯公廟放三棋棋盤

- 每方棋子十二枚，以顏色區分敵我。

## 通規
- 遊戲分為兩階段：下子與走子。
  - 下子：輪流將一枚己棋放入空棋位，放完棋子後，將被標記的棋子移除遊戲。若滿盤無子可動，先行方輸掉遊戲。
  - 走子：先行方先，輪流沿線移動一枚己棋，多數只能移動一格至空鄰點。
- 採用成形吃子，只要己棋排成規定的排列之就移除規定數量的敵棋，通常在放子階段標記，走子階段則立即移除。共有的吃法是三枚己棋在同線相連，吃掉一枚敵棋。若同時出現數條直條，則也是只是吃掉一枚敵棋。
- 有些在走子階段的吃法增加挑吃、夾吃、跳吃、頂吃。
- 使敵棋數量降到無法成型吃子或不能移動則獲勝。

## 各地類型

### 純直吃

#### 下三棋
- 流傳於廣東揭西灰寨镇。
- 每方各十一枚棋子。
- 走子階段由後下者先。[6]
- 流傳於河北延庆县。

#### 擺三
- 流傳於河北延庆县。
- 走子階段由後下者先。
- 吃子：三枚己棋連成一線，移除一枚非連成三子的敵棋。有「連環成」等術語。被標記的棋子被提掉時稱為「揪」。[7]

#### 三三棋、打三棋、三棋、走城
- 瑶山瑶族稱為「三三棋」；四川酉阳土家族、湖北來鳳土家族稱為「打三棋」，張家界土家地區有竹枝詞：「芳草萋萋浸碧潭，牧兒驅犢放溪南；斷橋片石長松長，一局殘棋號打三。」[8]；湖南湘西苗族、廣東陽江稱為「三棋」；廣東海康稱為「走城」。
- 走子階段由後下者先，在湘西稱為「後布子先開局」。若是下子階段皆無人吃子，酉阳與来凤是先下者分別先负三局、负十二局，其他地區規則不詳。
- 無子可動而輸掉遊戲，瑶山稱為「被關住」；陽江稱為「密桶」；酉阳稱為「死棋」、「水牯涨」，；来凤稱為「闷棋」；湘西稱為「關羊」，勝三局。
- 吃子：三枚己棋連線在瑶族稱為「喊三」；酉阳稱為「打三」；来凤稱為「打三氣」；陽江稱為「叫三」；海康稱為「城」；湘西稱為「打三」。被標記的棋子在酉阳稱為「包」；湘西稱為「殺子」。[4][9][10][11][5][1]

#### 三三棋、打三
- 四川重慶九龍坡區稱為「三三棋」；河北涉县西戌村稱為「打三」。
- 走子階段由後下者先。若是下子階段皆無人吃子，雙方各去敵方一子再走棋。
- 吃子：九龍坡區稱為「三」。被標記的棋子在九龍坡區稱為「背」；西戌村稱為「霍出」。[2][12]

#### 二十連
- 流傳於山東莱西馬連莊鎮。
- 若是下子階段皆無人吃子，雙方各去己棋一子再走棋。
- 若無棋可動，放棄回合，改由敵方行棋。
- 吃子：三枚己棋連成一線，移除非連成三子的敵棋。走子階段不能用同樣三枚的己棋吃子。[13]

#### 南非直棋
- 英文為Morabaraba、Umlabalaba，流傳於南非。
- 若棋子只剩三枚或以下，則可移至任意空點。
- 吃子：以非連成三子的敵棋為優先。下子階段的成型吃立即移除。走子階段不能連續兩回合用同樣三枚的己棋吃子。[14]

### 含其他吃法

#### 同色三子成列棋
- 流傳西藏自治區朵康地區。
- 吃子：
  - 直吃：三枚己棋連線的稱呼。
  - 跳吃：走子階段，若己棋數量只剩一枚，能沿線跳過一枚鄰位的敵棋落到同線的緊連空點，然後把被跳過的敵棋移出棋盤，不能連跳。[15]

#### 三子棋
- 流傳於壯族，又稱「盤三」、「棋三」、壯族語為Gei Sam[16]。
- 吃子：
  - 逢三：三枚己棋連線的稱呼。被標記的棋子稱為「夾子」。
  - 挑擔：走子階段，若己棋數量低於三枚，則一己棋移至兩枚敵棋的中間時，吃掉該兩枚敵棋。[16][17]

#### 直棋、直方棋
- 流傳於福建、臺灣，有閩南語俗諺：「仙棋乞丐直」，意思是連一無所有的乞丐都能玩，因此叫「乞丐直」[18][19]。
- 走子階段由先下者先。
- 若是下子階段皆無人吃子，雙方各去敵方一子再走棋，稱為「抽」。
- 吃子：若同時滿足各種吃法，則仍只能吃掉一枚。下子階段的成型吃立即移除。
  - 直：三枚己棋連線的稱呼。
  - 槓：在穿過正方形的斜、直線上有兩枚己棋主動夾住一枚敵棋，吃掉該枚敵棋。在杏滨街道稱為「敲」；《棋类游戏》稱為「抬」；稱為「打」。
  - 擔：在正方形邊線上有一枚己棋主動至兩枚敵棋的中間，吃掉該兩枚敵棋。在杏滨街道、《棋类游戏》稱為「挑」。
  - 抽：在中國大陸，無子可動的玩家去除一枚敵棋，再輪到敵方走子。[20][3][21][22][23]

#### 龍棋
- 流傳於湖北麻城。
- 每方只有九枚棋子。
- 若棋子只剩三枚或以下，則可移至任意空點，稱為「滿天飛」。
- 吃子：
  - 成龍：三枚己棋在縱或橫線連成一線，移除一枚敵棋，以非連成三子的敵棋為優先，下子階段的成型吃立即移除。同三枚棋子在同一線不能再成型，稱為「始龍」。已在縱或橫線連成三子的稱為「現龍子」。
  - 打炮：走子階段，若己棋數剩於二枚，若造成三枚在縱或橫線連成一線，其中兩枚己棋相連，另一棋為敵棋，則吃這一敵子。
  - 挑擔：走子階段，若己棋數剩一枚，則在縱或橫線移至兩枚敵棋的中間時，吃掉該兩枚敵棋。[24]

#### 乘棋
- 又稱「城棋」，流傳於雲南大理白族自治州洱源縣。
- 標記或立即吃子不詳。
- 走子階段若某方棋子只剩二枚或以下，則可連走幾步；若只剩一枚，則可任意至空位處。
- 吃子：
  - 一乘：三枚己棋連線的稱呼。
  - 二子夾一：走子階段，若己棋數剩於二枚以下，則主動使同線兩枚己棋夾著一枚敵棋，則吃這一敵子。
  - 挑擔：走子階段，若己棋數剩於一枚，則一己棋移至兩枚敵棋的中間時，吃掉該兩枚敵棋。
  - 背背：走子階段，若己棋數剩於一枚，主動造成同線上一端、中間為兩枚敵棋，另一端為己棋，吃掉該兩枚敵棋。[25]

#### 城棋
- 流傳於雲南大理白族自治州剑川县。
- 標記或立即吃子不詳。
- 走子階段若某方棋子只剩三枚或以下，則可跳過數枚棋子任意走；若只剩二枚，則可任意至空位處。
- 吃子：
  - 一城：三枚己棋連線的稱呼。
  - 二子夾一：走子階段，若己棋數剩於二枚以下，則主動使同線兩枚己棋夾著一枚敵棋，則吃這一敵子。
  - 挑：走子階段，若己棋數剩於一枚，則一己棋移至兩枚敵棋的中間時，吃掉該兩枚敵棋。
  - 背：走子階段，若己棋數剩於一枚，主動造成同線上一端、中間為兩枚敵棋，另一端為己棋，吃掉該兩枚敵棋。[26]

#### 班德·那德貝
- 流傳於達斡爾族。
- 標記或立即吃子不詳。
- 吃子：走子階段，除共用吃法外，若己棋數剩於二枚，當主動使同線兩枚己棋夾著一枚敵棋，則吃這一敵子，己棋可飛至該種吃法的空位處；若己棋數剩於一枚，主動造成同線上一端、中間為兩枚敵棋，另一端為己棋，吃掉該兩枚敵棋，己棋也可飛至該種吃法的空位處。[27]

### 無吃子

#### 錫蘭直棋
- 英文為Nerenchi，流傳於錫蘭。
- 放子階段，棋盤只剩兩空位為止，開始走子階段，由後下者先。
- 若棋子只剩三枚或以下，則可移至任意空點。
- 吃子：三枚己棋連線，在下子階段多放一己棋，不得累加，每回合最多放兩子；放子階段去除一枚敵棋。[28]

#### 三子鳴棋、紅綠翻
- 錫林郭勒盟苏尼特部稱為「三子鳴棋」；南中國稱為「紅綠翻」。
- 蒙古族苏尼特部使用當地俗稱沙嘎的羊跖骨作棋子，兩人各選「綿羊面」或「山羊面」作為己方的棋子面，每方棋數各十二枚。南中國則使用類似黑白棋的一紅一綠面的棋子，每方各十枚。
- 當下子造成三枚己棋連線，將一枚任何敵棋翻成己方面，苏尼特部稱為「鳴」。若再造成三子連線則不會再翻。[29][30]